# Yamaha YM2203

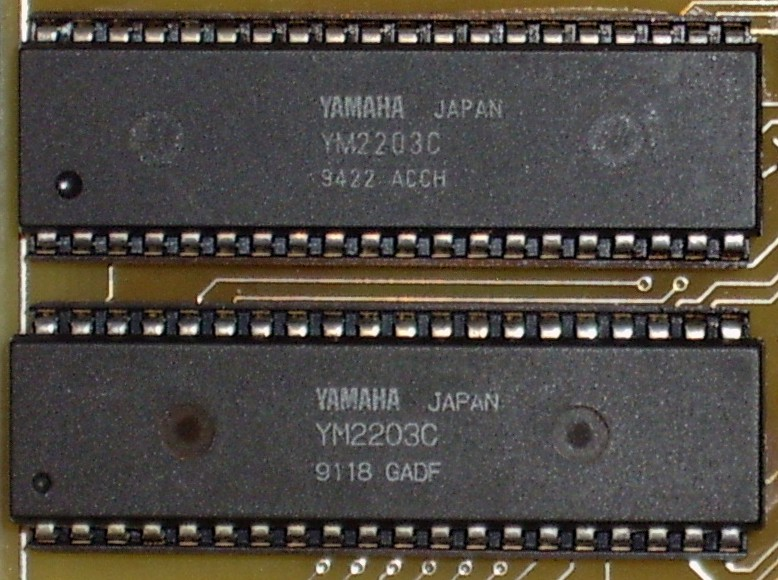
Lo Yamaha YM2203

L'YM2203 OPN (da "FM Operator Type-N") è un chip sonoro a 6 canali prodotto da Yamaha. È il progenitore della famiglia OPN di sintetizzatori a modulazione di frequenza (FM) utilizzati in molti giochi arcade ed home computer costruiti tra gli anni ottanta ed i primi anni novanta. Lo stesso YM2203 fu usato nei computer prodotti da NEC ed in diversi arcade.
Tutta la famiglia dei sintetizzatori OPN, YM2203 compreso, generava il suono attraverso modulatori di frequenza digitali che generano sinusoidi con ampiezza di 10 bit in virgola mobile successivamente modificate attraverso dei registri. Il suono digitale ottenuto viene miscelato attraverso un miscelatore digitale integrato e convertito in formato analogico attraverso un convertitore digitale-analogico (DAC, da "Digital-to-analog convertor"), che può essere, a seconda dei modelli del chip sonoro, esterno o interno al chip stesso.
L'YM2203 ha le seguenti caratteristiche tecniche:
- 3 canali FM (voci)
- 4 operatori per canale
- 2 temporizzatori programmabili
- implementazione interna del chip YM2149F SSG completa

Il modulo SSG che implementa l'YM2149F supporta 3 canali SSG e 2 porte input/output di uso generale.
L'YM2203 è utilizzato normalmente con il chip DAC Yamaha YM3014B.

## Altri chip della famiglia OPN
- Yamaha YM2608 OPNA
- Yamaha YM2610 OPNB
- Yamaha YM2612 OPN2
- Yamaha YM3438 OPN2C, uno YM2612 in formato CMOS
- Yamaha YMF288 OPN3, versione aggiornata dell'YM2608